# Sinfonie A (Haydn)
Die Sinfonie B-Dur Hoboken-Verzeichnis I:107 komponierte Joseph Haydn um 1760/61. Entgegen ihrer hohen Nummer handelt es sich um ein frühes Werk und trägt daher auch die Nummernbezeichnung „A“.

## Allgemeines

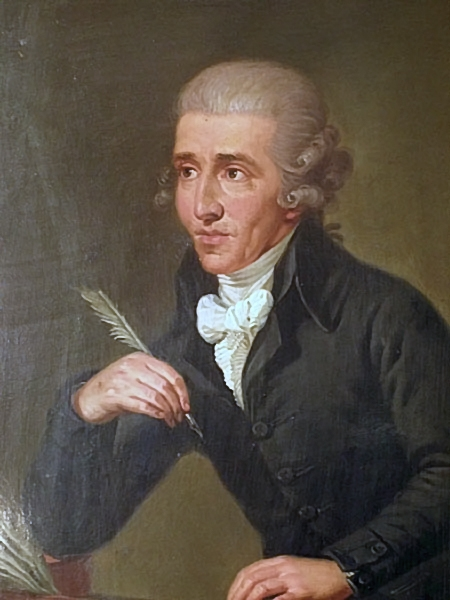
Joseph Haydn (Gemälde von Ludwig Guttenbrunn, um 1770)

Die Sinfonie „A“ komponierte Joseph Haydn wahrscheinlich um 1760/61. Das Werk war zunächst nur in seiner Fassung als Streichquartett Opus 1 Nr. 5 bekannt. Als der österreichische Musikforscher Eusebius Mandyczewski 1907 im Rahmen einer geplanten (aber nicht zu Ende geführten) Haydn-Gesamtausgabe eine Liste aller Sinfonien zusammenstellte, ließ er es daher unberücksichtigt. Die Vermutung, dass hier womöglich die Streichquartettfassung eines Orchesterwerks vorliegt, bestätigte sich durch Funde von Stimmenmaterial in der so genannten Fürnberg-Morzin-Sammlung (Haydn war bis Ende 1760 / Anfang 1761 beim Grafen Morzin angestellt), das mit dem Streichquartett Opus 1 Nr. 5 identisch ist. Später wurden die noch fehlenden Stimmen in den Bibliotheken der österreichischen Klöster von St. Florian und Göttweig gefunden. Die Sinfonie wurde zuerst 1955 in einem Buch über Haydns Sinfonien von Howard Chandler Robbins Landon als Partitur veröffentlicht und mit der Bezeichnung „A“ versehen. Anthony van Hoboken gab ihr in seinem Verzeichnis aller Haydn-Werke die Sinfonie-Nummer 107.

„Wie sehr in diesem Anfangsstadium des Haydnschen Sinfonieschaffens die Blasinstrumente lediglich zur Verstärkung oder klanglichen Ausfüllung dienen, zeigt sich auch an der Tatsache, daß die Quartettstimmen von op. 1 Nr. 5 genau den Streicherstimmen der Sinfonie Nr. 107 entsprechen. Der Wegfall der Bläser hatte also keinerlei Veränderungen am musikalischen Gefüge bewirkt. Man stelle sich dagegen einemal in derselben Weise eine der „Londoner“-Sinfonien nur für Streichquartett bearbeitet vor, und man kann ermessen, welchen Weg Haydn von der bescheidenen, anspruchslosen Instrumentation dieser frühen Sinfonie bis zur orchestralen Kunst seiner Spätwerke zurücklegen wird.“

## Zur Musik
Besetzung: zwei Oboen, zwei Hörner, zwei Violinen, Viola, Cello, Kontrabass. Zur Verstärkung der Bass-Stimme wurde damals auch ohne gesonderte Notierung ein Fagott eingesetzt. Über die Beteiligung eines Cembalo-Continuos in Haydns Sinfonien bestehen unterschiedliche Auffassungen.
Aufführungszeit: ca. 15 Minuten (je nach Tempo und nach Einhalten der vorgeschriebenen Wiederholungen)
Bei den hier benutzten Begriffen der Sonatensatzform ist zu berücksichtigen, dass dieses Schema in der ersten Hälfte des 19. Jahrhunderts entworfen wurde (siehe dort) und von daher nur mit Einschränkungen auf ein um 1760 komponiertes Werk übertragen werden kann. – Die hier vorgenommene Beschreibung und Gliederung der Sätze ist als Vorschlag zu verstehen. Je nach Standpunkt sind auch andere Abgrenzungen und Deutungen möglich.

### Erster Satz: Allegro
B-Dur, 3/4-Takt, 113 Takte

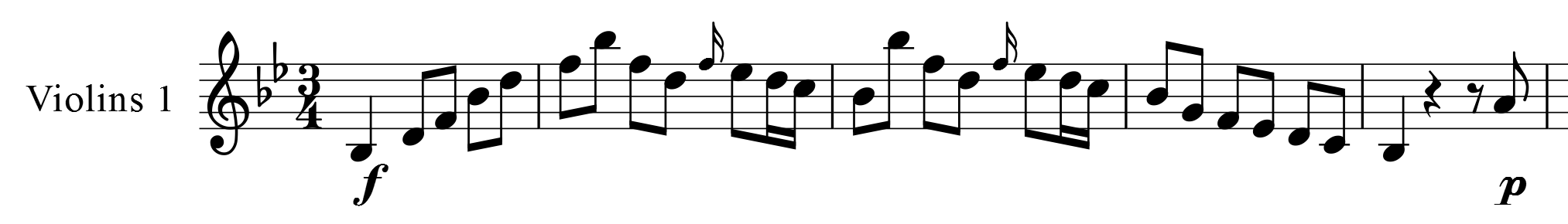
Beginn des Allegro

Das erste Thema (Takt 1 bis 5) besteht aus drei Motiven: Motiv 1 aus fanfarenartig aufsteigendem B-Dur – Akkord im Umfang von zwei Oktaven, Motiv 2 mit Dreiklangsfigur sowie Sechzehntelfloksel abwärts (das Motiv wird wiederholt), Motiv 3 mit einer Unisonotonleiter abwärts wieder zurück zum B als „Ausgangspunkt“ von Motiv 1. Das Thema enthält durch seine durchlaufende Achtelbewegung einen vorwärtsdrängenden Impuls, der auch für den weiteren Satzverlauf prägend ist. Nach einer kurzen Pianofigur aus durch Pausen unterbrochenen Vorhalten folgt eine Variante des Themenkopfes: Die Hörner spielen die Fanfare von Motiv 1 mit, Motiv 2 wird nicht wiederholt, stattdessen Motiv 1 (wiederum mit Horn), und mit einer Abfolge aus Motiv 2 gelangt Haydn in Takt 15 nach F-Dur. Hier beginnt eine längere, dreistimmige Passage, die durch ihr rhythmisch fallendes Motiv (Wechsel aus Achteln und Sechzehnteln) und Oktavsprung aufwärts geprägt ist (= Motiv 4). Zunächst tritt Motiv 4 in der 2. Violine unter Tremolo der 1. Violine in einem aufwärts sequenzierten Dialog mit fallender Tonleiter in Oboen, Viola und Bass (ähnlich Motiv 3) auf. Ab Takt 23 bekommt die 1. Violine die Stimmführung mit Motiv 4 (die 2. Violine spielt dazu teilweise versetzt), während die Oboen einerseits und Viola / Bass andererseits Begleitfiguren spielen. Das energisch wiederholte Motiv 5 aus Synkopen der Violinen im Wechsel zu einer Pendelfigur in Viola / Bass führt zur kurzen Zäsur in der Dominante F-Dur, die das zweite Thema ankündigt. Das zweite Thema ist durch seinen Dialog von 2. Violine / Viola mit der 1. Violine bestimmt, wobei eine Variante der vorigen Pendelfigur enthalten ist. Die energische Schlussgruppe ab Takt 37 erinnert mit ihren beiden aufstrebenden Gesten an den Satzbeginn.
Zu Beginn der Durchführung sequenziert Haydn eine Kombination von Motiv 1 und der Pendelfigur des zweiten Themas im Dialog beider Violinen abwärts. Ab Takt 53 dominieren Tremolo-Klangflächen, die über Tonartenwechsel nach g-Moll führen. Diese Tonart etabliert sich kurzfristig mit Motiv 4 sowie einem dramatisch ansteigenden Septakkord, der sich wieder nach g-Moll auflöst. Unmittelbar folgt nun das zweite Thema in der Subdominanten Es-Dur, und mit einer Fortspinnung von dessen Material kündigt sich die Reprise an.
Die Reprise ab Takt 80 ist überwiegend wie die Exposition strukturiert. Allerdings wird der Themenkopf nicht wiederholt, und in der Tremolopassage ist Motiv 4 von einer Bläserfanfare ersetzt. Beide Satzteile (Exposition sowie Durchführung und Reprise) werden wiederholt.

### Zweiter Satz: Andante
Es-Dur, 2/4-Takt, 73 Takte

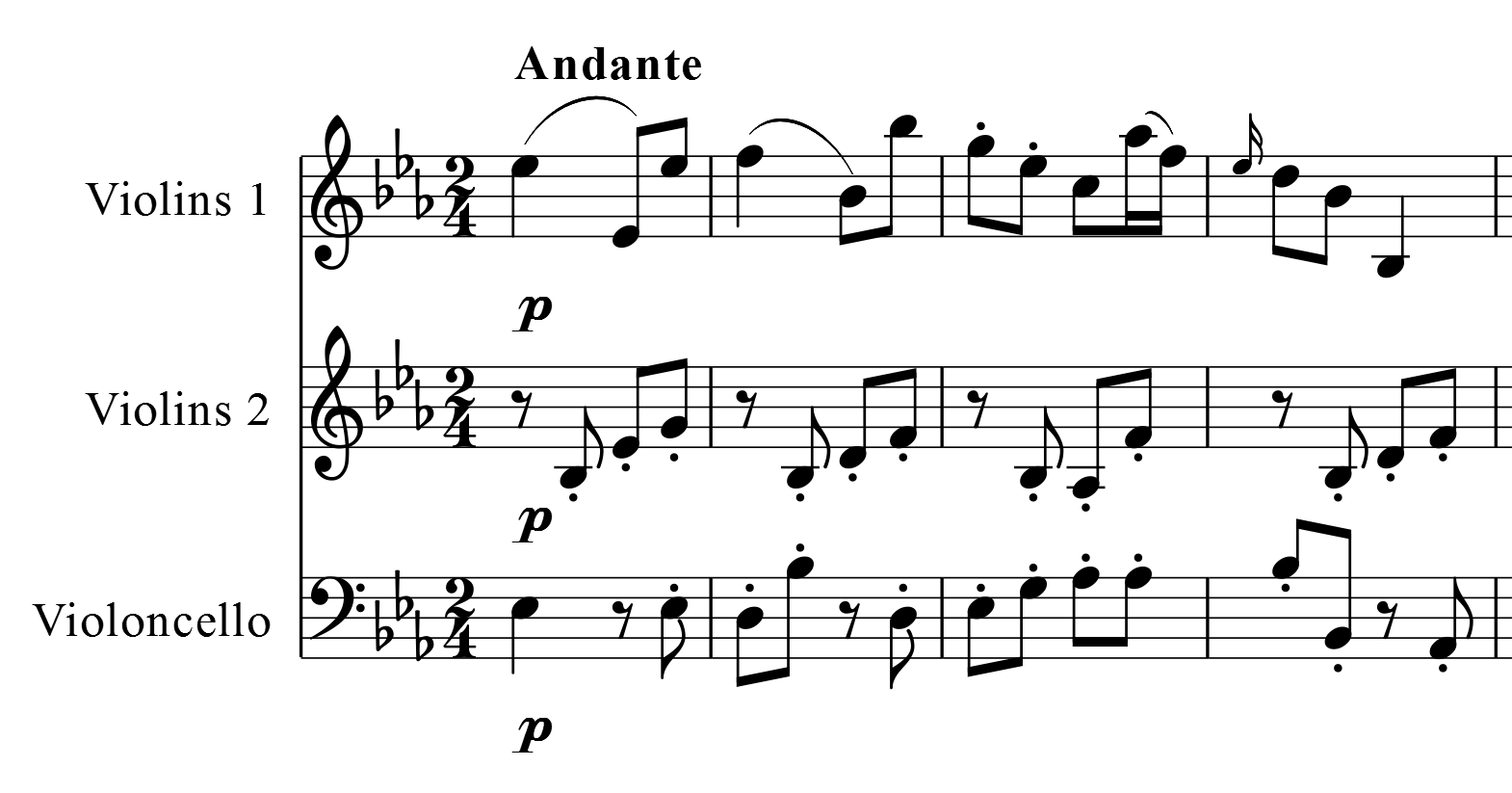
Beginn des Andante

Das Andante ist nur für Streicher und durchweg piano gehalten. Der Satz ist dreistimmig angelegt: Die 1. Violine hat die Stimmführung, die 2. Violine einerseits sowie Viola und Bass andererseits begleiten mit durch Pausen unterbrochenen Staccato-Achteln. Das Hauptthema ist achttaktig, bestehend aus zwei viertaktigen Hälften. Typisch ist der schreitende Charakter, die starken Intervallsprünge (z. B. Oktavsprung bereits in Takt 1) und die betonten Vorhalte. Aus dem Hauptthema entwickelt sich das Material des übrigen Satzes: Ab Takt 9 folgt eine zur Dominante B-Dur wechselnde Fortspinnung des Themas, deren Kopf erneut aufgegriffen, dann aber anders weitergeführt wird. Die Schlussgruppe ab Takt 22 beendet den ersten Teil.
Der Mittelteil („Durchführung“) spinnt das Material des Hauptthemas von B-Dur aus weiter, ab Takt 42 mit Trübung nach f-Moll. Die Reprise ab Takt 52 ist gegenüber der Exposition verkürzt. Beide Satzteile (Exposition sowie Durchführung und Reprise) werden wiederholt.

„Das Andante ist eine wunderschöne, fein gearbeitete Miniatur, die aus einer im Grunde simplen Idee eine erstaunliche Vielfalt entwickelt (man beachte besonders die Behandlung des nach unten gerichteten Oktavsprungs am Anfang).“

### Dritter Satz: Allegro molto
B-Dur, 6/8-Takt, 72 Takte
Der Satz beginnt mit dem sechstaktigen Hauptthema, das aus zwei Motiven besteht: eine auftaktige, vorwärtsdrängende Sechzehntelbewegung mit Wechsel von Legato und Staccato sowie Triolen-„Schleifer“, die in der zweiten Themenhälfte dominieren. Wie auch im Andante, ist der weitere Satzverlauf wesentlich vom Material des Hauptthemas geprägt, insbesondere der nahezu kontinuierlich durchlaufenden Sechzehntelbewegung.
Nach dem Hauptthema führt Haydn die auftaktige Sechzehntelbewegung weiter und wechselt dabei zur Dominanten F-Dur. Die mit Triolen-Schleifer eingeleitete Passage ab Takt 12 enthält eine in Synkopen fallende Gegenstimme der 1. Oboe und 2. Violine, gefolgt von einem einschubartigen Piano-Motiv. Der anschließende Forte-Einsatz erinnert mit der fallenden Tonfolge der 1. Violine an die vorige Synkopen-Gegenstimme. Auch die Schlussgruppe im überraschenden Piano greift die auftaktige Sechzehntelbewegung sowie die Triolen-Schleifer auf.
Im Mittelteil („Durchführung“) wird die Sechzehntelbewegung verarbeitet und durch verschiedene Tonarten geführt. Die kontinuierliche Bewegung geht in Takt 43 ohne Unterbrechung in die Reprise mit dem Hauptthema in der Tonika B-Dur über. Die Reprise ist wie die Exposition strukturiert, allerdings hat Haydn noch eine Coda im Forte angehängt, in der der Kopf des Hauptthemas nochmals auftritt. Exposition sowie Mittelteil und Reprise werden wiederholt.